# Olcea, Bihor
Olcea este satul de reședință al comunei cu același nume din județul Bihor, Crișana, România.

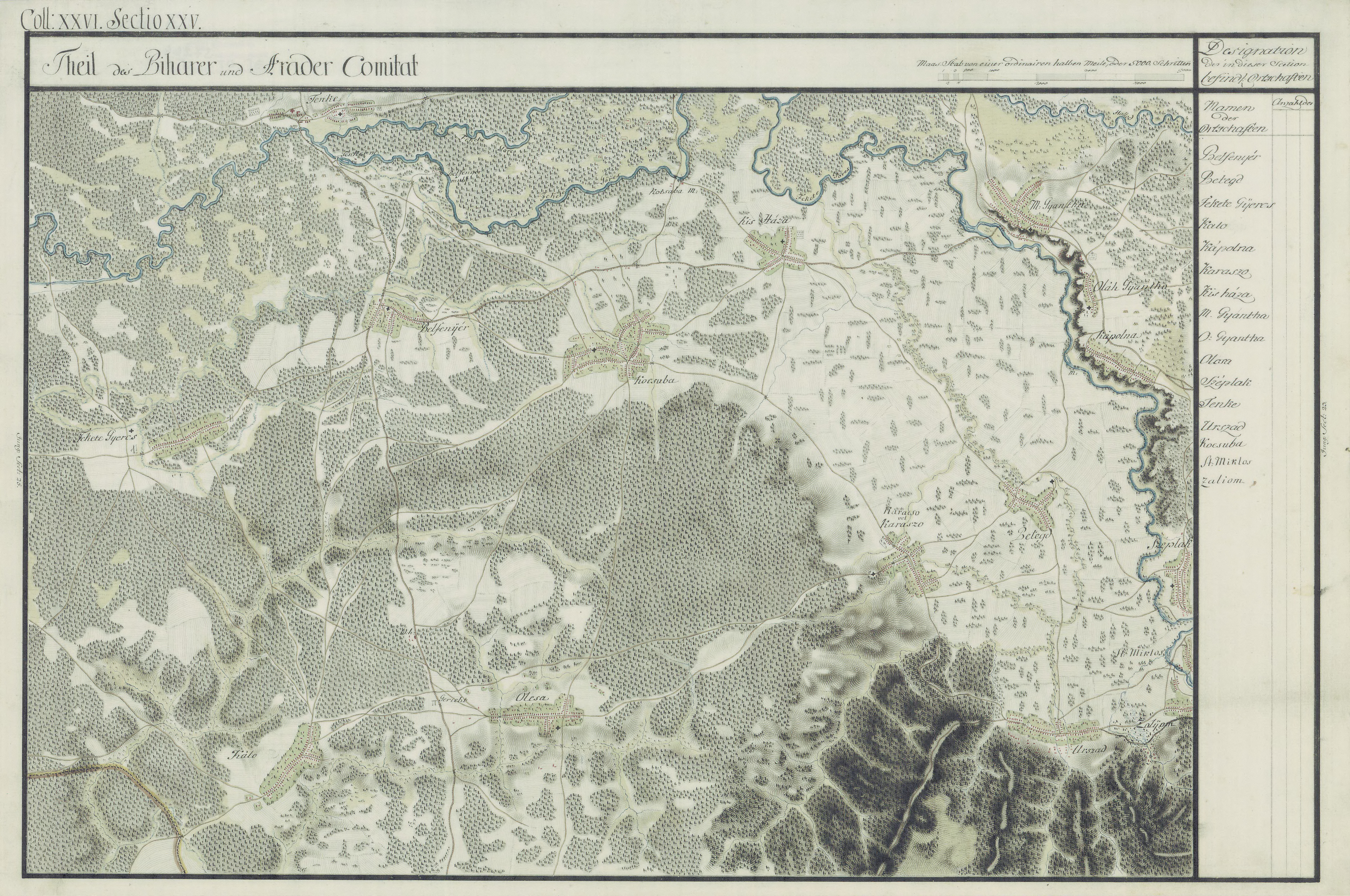
Olcea în Harta Iozefină a Comitatului Bihor, 1782-85